# Karl Wilhelmi

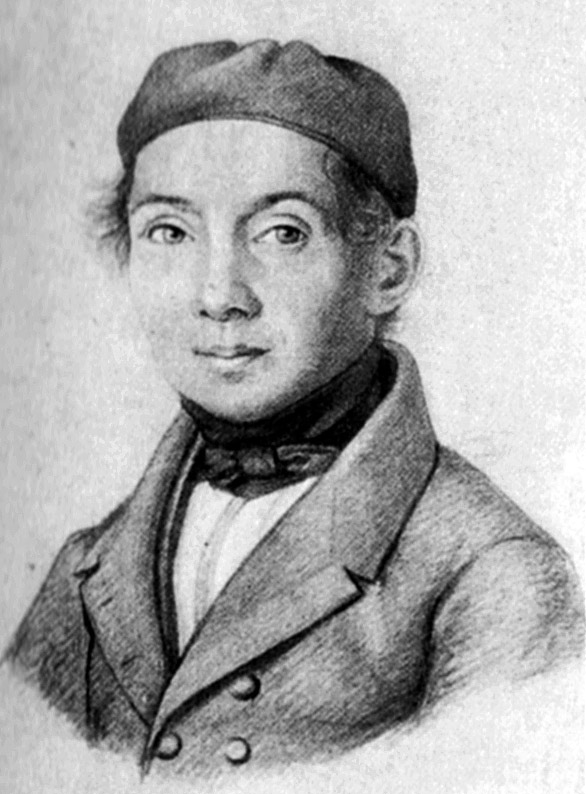
Karl Wilhelmi

Johann David Karl Wilhelmi (* 17. März 1786 in Heidelberg; † 8. April 1857 in Sinsheim) war ein deutscher evangelischer Pfarrer und gilt als einer der Begründer der Altertumsforschung in Südwestdeutschland.

## Leben
Karl Wilhelmi wurde 1786 in Heidelberg geboren, wohin seine Eltern, ein Pfarrerehepaar aus Odernheim am Glan während der Revolutionskriege zu den Großeltern mütterlicherseits geflohen waren. Die Familie kam 1798 nach Hilsbach, Karl und sein Zwillingsbruder Heinrich Friedrich (1786–1860) besuchten das Gymnasium in Heidelberg, studierten dort ab 1804 evangelische Theologie und waren anschließend Vikare in verschiedenen Orten der Kurpfalz. Nachdem er in Ziegelhausen, Kirchheim, Weinheim und 1809 in Sinsheim gewesen war, kam Karl 1811 nach Dilsberg und heiratete am 31. März desselben Jahres die Tochter des Pfarrers und Kirchenrates von Mauer, Wilhelmina Wittich, mit der er acht Kinder hatte, von denen jedoch zwei früh starben. 1819 kam Wilhelmi als Pfarrer zurück nach Sinsheim, wo er die Vereinigung der lutherischen und der reformierten Kirche in Baden zur Vereinigten Evangelisch-protestantischen Kirche bis 1821 vorantrieb. 1846 wurde er Dekan.
Er verfasste ab 1825 zahlreiche Schriften zu theologischen und geschichtlichen Fragen. In Sinsheim ließ er 1827 vierzehn vorzeitliche Grabhügel öffnen und gründete 1830 die Sinsheimer Gesellschaft zur Erforschung der vaterländischen Denkmale der Vorzeit, deren erster Vorsitzender er wurde. Das Sinsheimer Stadtmuseum geht auf das von ihm um 1831 gegründete Sinsheimer Antiquarium zurück. Außerdem war er Mitglied von rund 40 weiteren Gesellschaften und Orden, 1844 wurde er Ehrenvorsitzender des Altertumsvereins für das Großherzogtum Baden.
Nach dem Tod seiner ersten Frau war er ab 1852 mit Amalia Fröhner aus Stuttgart verheiratet. 1856 trat er krankheitsbedingt in den Ruhestand und starb am 8. April 1857. Er wurde in Sinsheim beigesetzt. Nach seinem Tod ging seine Bibliothek an das Germanische Nationalmuseum in Nürnberg, wo sie für einige Jahre als Bibliothek Wilhelmi gesondert erhalten wurde, bevor sie gegen Ende des 19. Jahrhunderts in die allgemeine Sammlung aufging.
In Sinsheim sind die Karl-Wilhelmi-Straße sowie das Wilhelmi-Gymnasium nach ihm benannt. Die Stadt Sinsheim verleiht außerdem seit 1969 die Karl-Wilhelmi-Ehrenmünze an Personen, die sich besondere Verdienste um die Stadt und ihre Bürgerschaft erworben haben.

## Veröffentlichungen (Auswahl)
- Beschreibung der vierzehen alten Deutschen Todtenhügel welche in den Jahren 1827 und 1828 bey Sinsheim in dem Neckarkreise des Großherzogthumes Baden geöffnet wurden. Heidelberg 1830 (archive.org).
- Beschreibung der deutschen Todtenhügel bei Wiesenthal. Sinsheim 1838.
- Island, Hvitramannaland, Grönland und Vinland oder der Norrmänner Leben auf Island und Grönland und deren Fahrten nach Amerika schon über 500 Jahre vor Columbus; vorzüglich nach altscandinavischen Quellenschriften für gebildete Leser. Mohr, Heidelberg 1842 (unveränderter Nachdruck. Amsterdam: Meridian Publishing 1967).
- Die Grabalterthümer der Burgunden, Franken und Alamannen. Aus den ersten Zeiten des Christenthums. Erstausgabe. des nachgelassenen Werkes. Hrsg.von Klaus Eckerle im Auftrag der Freunde Sinsheimer Geschichte e. V., des Heimatvereins Kraichgau e. V. und der Stadt Sinsheim. Sinsheim 1986, ISBN 3-89735-183-8.